# Lago di Monate
Der Lago di Monate ist ein in der italienischen Region Lombardei (Provinz Varese) gelegener Voralpensee gletscherlichen Ursprungs.

## Geographie
Er ist mit 2,5 km² Größe und 41 Metern Tiefe zwischen dem Lago Maggiore, dem Lago di Varese und dem Lago di Comabbio in leicht erhöhter Lage inmitten einer sanften Hügellandschaft eingebettet. Der Lago di Monate wird von unterirdischen Quellen gespeist und hat nur wenige oberirdische Zuflüsse, einer davon ist der Rio Freddo im Gemeindegebiet von Osmate. Der Lago di Monate entwässert in der Ortschaft Travedona über seinen einzigen Abfluss, den Torrente Acquanegra in den 73 m tiefer gelegenen Lago Maggiore.
Die am Lago Monate gelegenen Ortschaften sind Cadrezzate, Comabbio, Osmate und Travedona-Monate.
Die Lage des Sees und die Tatsache, dass ein großer Teil der Ufergrundstücke in privater Hand liegen, haben dazu beigetragen, dass der Lago di Monate bis heute ein bevorzugter und sauberer Badesee geblieben ist. Daher tummeln sich in den Sommermonaten viele Badende in den dafür eingerichteten Strandbädern. Besonders beliebt ist Tretboot- und Kanufahren. Segeln und Windsurfen sind erlaubt, Motorbootfahren hingegen ist verboten.
Auf weiten Abschnitten des Ufers wechseln sich Schilfgürtel und dicht bewachsene Waldstücke ab.

## Geschichte
Der Fischfang war früher die hauptsächliche Einnahmequelle für die Bevölkerung der umliegenden Ortschaften. Die Fischereirechte wurden zum ersten Mal 1652 von der Mailänder Adelsfamilie Biglia gekauft, die sie 1783 an den Herzog Pompeo Litta Arese veräußerte. Im 19. Jahrhundert wurden dieselben an die Familie Borghi (die vorher schon die Rechte am Lago di Comabbio erworben hatte) weitergegeben.
Im Jahre 1898 wurde von Pio Borghi der Fischfang mit modernen Kriterien der Zucht und Selektion eingeführt, dabei wurden Regenbogenforellen, der Süßwasserbarsch und Felchen gezüchtet.
Im Jahr 1864 wurden im See versunkene Pfahlbaureste entdeckt, davon zwei größere im Dorf Cadrezzate und einer in Monate. Dabei wurden Gegenstände aus Stein und Bronze, verschiedene Keramikutensilien, geschliffene Steinäxte, Teile von Webstühlen und die Reste von drei  Einbäumen entdeckt. Das Holz derselben stammte aus einem einzigen großen Baum, dessen Alter mit 2500 Jahre v. Chr. datiert wurde. Römische Grabsteine und eine dem Gott Jupiter geweihte Votivtafel wurden in den umliegenden Ortschaften Travedona-Monate, Osmate und Comabbio ausgegraben.